# Potoccy herbu Szreniawa

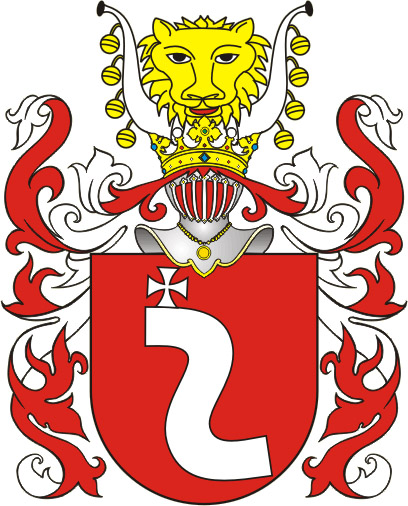
Herb Szreniawa

Potoccy herbu Szreniawa – polski ród szlachecki wywodzący się z województwa krakowskiego.

## Znani członkowie rodu
- Jan Potocki
- Jerzy Potocki
- Wacław Potocki